# Nibøl-Dagebøl-banen
Nibøl-Dagebøl-banen (på tysk Kleinbahn Niebüll–Dagebüll) er en 13,7 km lang normalsporet jernbanestrækning i det vestlige Sydslesvig, der går mellem byerne Nibøl og Dagebøl. Strækningen blev indviet den 13. juli 1895. På strækningen kører i dag Norddeutsche Eisenbahngesellschaft Niebüll GmbH (neg) med kursvogn. Formålet er at forbinde marskbanen og Nibøl med færgeterminalen i Dagebøl, hvorfra færgerne sejler til øerne Amrum, Før og halligerne. Banen har stationer i Nibøl, Dedsbøl, Masbøl, Dagebøl Kirke, Dagebøl Havn (kun ved stormflod) og Dagebøl Mole. Strækningen var op til 1926 smalsporet (1000 mm).

## Strækningen
Strækningen har følgende stationer:
- Nibøl (på tysk Niebüll)
- Dedsbøl (Deezbüll)
- Masbøl ved Risum-Lindholm (Maasbüll)
- Dagebøl Kirke (Dagebüll Kiche)
- Dagebøl Havn (kun ved stormflod, Dagebüll Hafen)
- Dagebøl Mole (Dagebüll Mole)